# Processor Technology
Processor Technology Corporation fue una compañía de computadoras personales fundada en abril de 1975 por Gary Ingram y Bob Marsh en Berkeley, California. Su primer producto fue una placa RAM de 4K bytes que era compatible con la computadora MITS Altair 8800 pero más confiable que la placa MITS. A esto le siguió una serie de tarjetas de memoria y E/S que incluían un módulo de visualización de video.
La revista Popular Electronics quería un artículo sobre una terminal de computadora inteligente y el editor técnico Les Solomon le pidió a Marsh y Lee Felsenstein que diseñaran una. Apareció en la portada de julio de 1976 y se convirtió en la computadora personal Sol-20. Las primeras unidades se enviaron en diciembre de 1976 y el Sol-20 fue un producto muy exitoso. La empresa no logró desarrollar productos de próxima generación y cesó sus operaciones en mayo de 1979.

## Historia
Bob Marsh, Lee Felsenstein y Gordon French comenzaron a diseñar el Sol-20 entre abril y julio de 1975. El Sol-20 utilizó el chip de microprocesador Intel 8080 de 8 bits, funcionando a 2 MHz. Una diferencia importante entre el Sol-20 y la mayoría de las otras máquinas de la época era su controlador de video incorporado, que permitía conectarlo a un monitor compuesto para su visualización. El Sol-20 constaba de una placa base principal (PCB) montada en la parte inferior de la caja y una jaula de tarjetas de bus S-100 de cinco ranuras. El PCB principal constaba de la CPU, la memoria, la pantalla de video y los circuitos de E/S. Dentro de la caja incluye fuente de alimentación, ventilador y teclado. La caja estaba pintada en 'azul IBM' y los lados de la caja estaban hechos de nogal macizo aceitado originalmente rescatado de un fabricante de culatas de armas.
Processor Technology fabricó aproximadamente 10 000 computadoras personales Sol-20 entre 1977 y 1979. Todos los productos de Processor Technology estaban disponibles completamente ensamblados o como kits electrónicos. Processor Technology también vendió software en casete compacto. Un lado de la cinta se grabó en formato CUTS y el otro lado era el formato estándar de Kansas City. Gary Ingram y Steven Dompier escribieron las utilidades de software originales. Lee Felsenstein escribió los manuales de usuario originales como contratista.

## Estándares

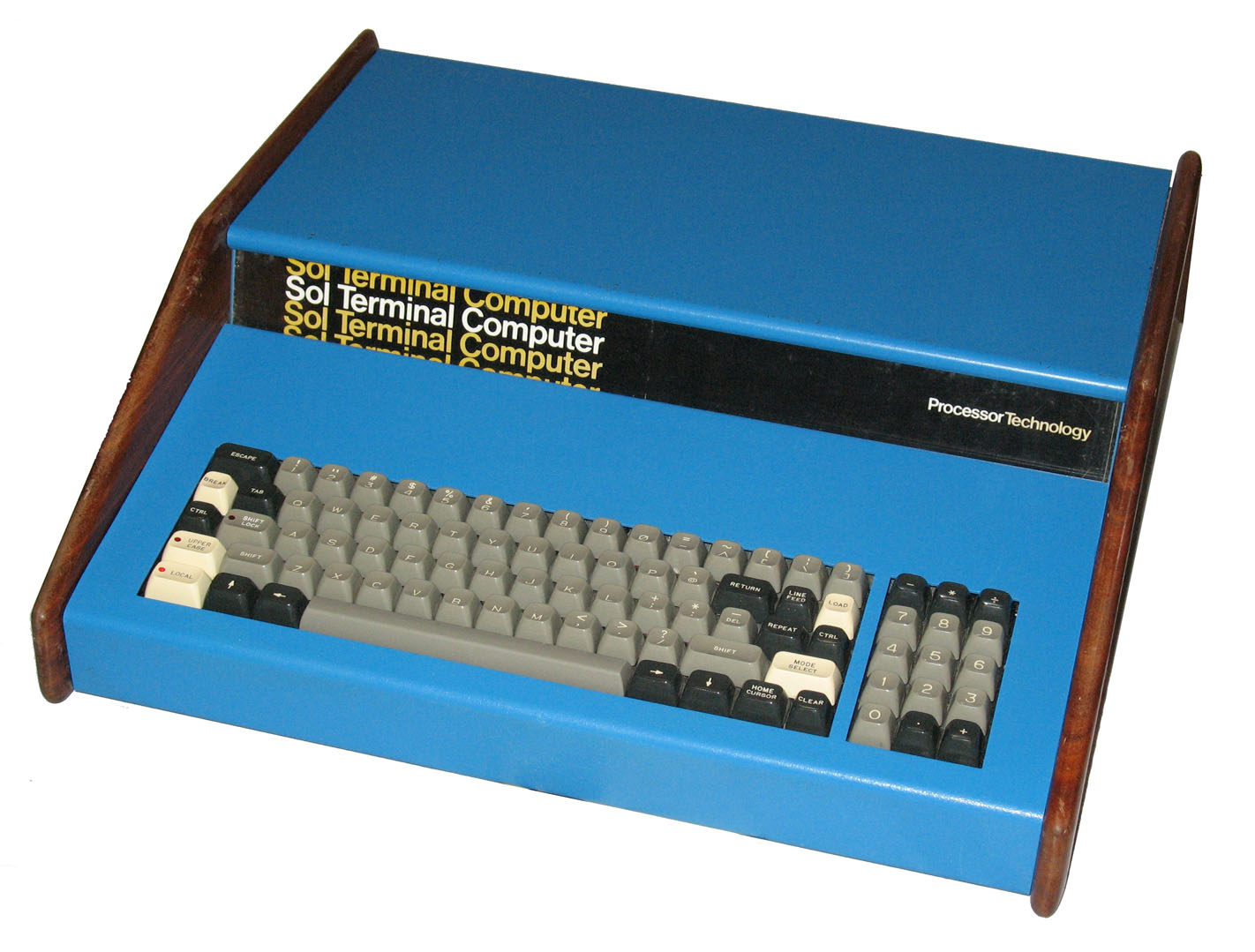
Tecnología de procesador Computadora Sol-20 diseñada por Bob Marsh, Lee Felsenstein y Gordon French.

Processor Technology también diseñó varias tarjetas de bus S-100. Las placas estaban destinadas a ser compatibles con los circuitos de Sol-20.
El Módulo de visualización de video 1 (VDM-1) fue la interfaz de visualización de video original para los sistemas de bus S-100. La placa genera 16 líneas de 64 caracteres en mayúsculas y minúsculas en cualquier monitor de video compuesto estándar o en un televisor modificado. Utilizando un segmento de memoria del sistema de 1024 bytes (1K), el VDM-1 proporcionó E/S mapeadas en memoria para un alto rendimiento y también incluyó soporte de hardware para desplazamiento. La placa de video VDM-1 fue una gran mejora con respecto al uso de una máquina de teletipo o terminales conectados en serie, y fue popular entre los propietarios de otros sistemas de bus S-100 como el IMSAI 8080.
Otro producto popular fue la placa CUTS Tape I/O Interface S-100. La placa CUTS ofrecía una interfaz estándar para guardar y leer datos de cintas de casete, y admitía tanto el formato estándar de Kansas City como su propio formato CUTS personalizado. Lee Felsenstein fue un participante clave en el desarrollo del formato estándar de Kansas City, el primer estándar de transferencia de datos entre sistemas para microcomputadoras.